# 鳴呼拓三
鳴呼 拓三（なるこ たくぞう、1964年7月26日 - ）は、日本の俳優、お笑い芸人。

## 来歴・人物
1987年に「コント・ブギウギ」としてお笑い芸人としてデビュー。1992年の連続テレビ小説『ひらり』で本格的に俳優デビュー。
旧芸名はNARUKO。
身長181cm、体重71kg。
趣味はプロレス観戦・クアハウス巡り。好きな色は黒。好きな食べ物は刺身・エビフライ。嫌いな食べ物は油っこい食べ物殆ど。

## 出演作品

### テレビドラマ
- アルジャーノンに花束を
- いらっしゃい
- F-TEN
- 傷だらけのラブソング
- 君の手がささやいている
- 禁じられた遊び
- 金田一少年の事件簿（萩元哲範）
- 沙粧妙子-最後の事件-
- サトラレ
- サンタが殺しにやって来た1
  - サンタが殺しにやって来た2
- しようよ♡（イメクラ店長）
- せいぎのみかた
- 土曜ワイド劇場 海の密室クルーザー殺人事件
- 流れ星お銀!事件解決いたします
- 走れ公務員!
- 花村大介
- ひらり（紅梅山）
- 不思議な幻燈館
- 木曜の怪談 魔法じかけのフウ
- やまとなでしこ（穴水）
- 闇の脅迫者
- 雪の上で好きと言って
- 世にも奇妙な物語 春の特別編 (1997年)（囚人六十番）
- 世にも奇妙な物語 春の特別編 (1999年)（犯人）
- ルーキー!

### 映画
- あいつ（野中）
- 悪役パパ
- 男組
- 女囚さそり 殺人予告
- 岸和田少年愚連隊
- 狂犬遊戯
- ゴーストシャウト
- 極道競馬 かぶノミ荒矢
- シコふんじゃった。
- 右向け左!自衛隊へ行こう（河合郁男）
- ミナミの帝王・一千万の銃弾
- ヤンキー愚連隊 なんぼのもんじゃい!
- WASABI

### ゲーム
- 街 〜運命の交差点〜（大松正吉）